# Anders Hylander
Anders Hylander (6. november 1883 – 10. februar 1967) var en svensk gymnast, som deltog i OL 1912 i Stockholm.
Hylander blev olympisk mester i gymnastik under OL 1912 i Stockholm. Han var med på det svenske hold, som vandt holdkonkurrencen for hold i svensk system. Hold fra tre nationer var med i konkurrencen, der blev afholdt på Stockholms Stadion. 